# Илам (остан)
Ила́м (перс. ایلام‎ — Ilâm) — один из 31 остана Ирана, расположенный на западе страны. Граничит с останами Керманшах на севере, с Лурестаном — на востоке, с Хузестаном — на юго-востоке, а также с Ираком на юго-западе. Площадь — 20 133 км², население — 545 787 человек (2006). Большая часть населения курды, есть также луры.
Административный центр — город Илам, другие крупные города — Эйван (30 тыс.), Дехлоран (28 тыс.), Абданан (22 тыс.), Даррешехр (19 тыс.), Аркваз (15 тыс.), Мехран (14 тыс.), Серабле (10 тыс.).

## География
Илам расположен на западе страны в горах Загрос. Высочайшая точка — пик в цепи Кабир-Кух (2790 м). Илам является одной из самых тёплых областей Ирана, хотя в горах на севере и северо-востоке температура зимой может опускаться до 3-5 °C. Среднегодовое количество осадков — 578 мм. В 1996 максимальная температура составила 38 °С в августе, минимальная — 0,4 °С в феврале.

## Языки
| Название языка  | Процент | Кол-во носителей (2016 г.) |
| --------------- | ------- | -------------------------- |
| Курдский язык   | 85%     | 493 134 чел.               |
| Персидский язык | 10%     | 58 015 чел.                |
| Лурский язык    | 3%      | 17 404 чел.                |
| Арабский        | 2%      | 11 603 чел.                |

## Административное деление
Остан делится на 8 шахрестанов:
| Карта                                | Аббревиатура на карте | Шахрестан |
| ------------------------------------ | --------------------- | --------- |
| Административное деление остана Илам |                       |           |
| A                                    | Абданан               |           |
| Da                                   | Даррешехр             |           |
| De                                   | Дехлоран              |           |
| E                                    | Эйван                 |           |
| I                                    | Илам                  |           |
| M                                    | Мехран                |           |
| Ma                                   | Малекшахи             |           |
| ShCh                                 | Ширван и Чердавель    |           |

## Экономика
Основные отрасли экономики — сельское хозяйство (пшеница, оливки, виноград, цитрусовые, финики, яблоки, груши, абрикосы, персики, грецкие орехи, лекарственные травы), пищевая, нефтехимическая, цементная промышленность, добыча нефти и газа, торговля, транспорт и транзит паломников-шиитов к святыням в Ираке.
В городе Илам расположен цементный завод «Симане Илам». В городе Шебаб расположен завод безалкогольных напитков «Парсика».

## Достопримечательности
В городе Илам расположены Губернаторская крепость и крепость Миргхолам. В городе Абданан расположена крепость эпохи Сасанидов. В городе Мехран интересны айваны Ширин и Фархад эпохи Парфии. Возле города Даррешехр расположены руины зороастрийского храма Чахар-Тагхи эпохи Сасанидов. Возле города Дехлоран расположены крепость Шиагх эпохи Сасанидов и природный парк с месторождением натурального жидкого дёгтя, называемого «кровь дракона», источниками минеральной воды, пещерами с редкими видами летучих мышей и уникальными лесами. Возле города Аркваз расположен рельеф Голки.
Также в остане интересны руины зороастрийских храмов эпохи Сасанидов (в том числе айван Сияголь), многочисленные гробницы мусульманских святых (в том числе Сейд Салахеддин Мухаммада), крепости Гхиран эпохи Ахеменидов, Сам эпохи Парфии, Хезар Дар эпохи Сасанидов, Вали и Фалахати эпохи Каджаров, а также Човар, Пагхела Чекарбули, Исмаил Хан, Пур Ашраф, Конджанчам, Шейх Макан, Зейнал и Мир Гхолам Хашеми.
Кроме того, в остане расположены многочисленные руины древнейших поселений (в том числе города Сирван) и строений эпохи Парфии и Сасанидов, древние скальные рельефы (в том числе Тахт-э Хан), несколько мостов эпохи Сасанидов, дворец Фалахати, пещеры Телесмхан и Зинеган, горный хребет Кабир-Кух на границе провинций Илам и Лурестан.